# René Clastres
Pour les articles homonymes, voir Clastres.
René Clastres (né en 1908 à Rabat-les-Trois-Seigneurs, mort en 1967 à Tarascon-sur-Ariège) est un spéléologue français. 
Il est surtout connu pour ses travaux à la grotte de Niaux en Ariège. 

## Biographie
René Clastres est né en 1908. C'est le fils d'Emile Clastres Lamignon, garde forestier et d'Albanie Prat. 
Il succéda à son père pour guider les visiteurs dans la grotte de Niaux. Il en fut nommé conservateur.
Il est décédé en 1967.

## Activités spéléologiques
En tant que Conservateur de la grotte de Niaux, René Clastres dirige les travaux des aménagements notamment ceux du tunnel reliant la grande Caougno à la grotte. 
Il participa aux explorations et topographies de Jean Mauvisseau et à l'étude de la cavité par Philippe Renault.

## Distinctions
Son nom a été donné à l'une des galeries et à l'un des réseaux qui constituent la grotte de Niaux.